# Драган Јочић
Драган Јочић (Београд, 7. септембар 1960) српски је политичар. Јочић је бивши министар унутрашњих послова Републике Србије (2004—2008. године), бивши народни посланик у Скупштини Републике Србије и бивши потпредседник Демократске странке Србије.

## Биографија
Јочић је студирао на Београдском универзитету, где је дипломирао на Правном факултету. После дипломирања приватно се бавио правом.
Члан је Демократске странке Србије од њеног оснивања. Од 1992. до 1997, био је посланик у Народној скупштини Србије. Био је и одборник Скупштине града Београда од 2000.
Када је изабран за министра унутрашњих послова, марта 2004. године, неколико штампаних медија писали су да је 1981. године директно био умешан у пљачку киоска и да је због тога осуђен на условну казну од шест месеци затвора. Потврдио је те наводе, али је то дело окарактерисао као „дечачки несташлук“.
Јочић је поново изабран за министра унутрашњих послова 15. маја 2007.
Дана 25. јануара 2008, Јочић је доживео тешку саобраћајну несрећу у којој је повредио вратне пршљенове. До удеса је дошло тако што је службено возило МУП-а ударило у пса, услед чега је возач изгубио контролу над возилом.
Напустио је Демократску странку Србије 17. октобра 2014. године, јер је пре тога др Војислав Коштуница напустио странку.